# 190333 Jirous
190333 Jirous è un asteroide della fascia principale. Scoperto nel 1998, presenta un'orbita caratterizzata da un semiasse maggiore pari a 2,9768629 UA e da un'eccentricità di 0,1736145, inclinata di 13,97173° rispetto all'eclittica.